# Doignies
Doignies è un comune francese di 323 abitanti situato nel dipartimento del Nord nella regione dell'Alta Francia.

## Storia

### Simboli
È lo stemma dei Malet de Coupigny  che furono signori di Doignies, dove avevano la loro dimora, e della località di Louverval.

### Onorificenze
- Croix de guerre 1914-1918

## Società

### Evoluzione demografica
Abitanti censiti